# Dhansiri
Der Dhansiri ist ein linker Nebenfluss des Brahmaputra in den indischen Bundesstaaten Nagaland und Assam.
Der Dhansiri entspringt im bewaldeten Bergland des Patkai-Gebirges etwa 50 km südlich von Dimapur. Der Intanki-Nationalpark befindet sich in seinem Quellgebiet. Der Dhansiri fließt in überwiegend nördlicher Richtung durch den Distrikt Dimapur. Er passiert die gleichnamige Distrikthauptstadt. Anschließend überquert der Fluss die Grenze zu Assam. Er bildet anfangs die Grenze zwischen den Distrikten Karbi Anglong im Westen und Golaghat im Osten. Südlich der Stadt Golaghat nimmt er seinen wichtigsten Nebenfluss, den Doyang, von rechts auf. Der Dhansiri durchfließt die Stadt Golaghat und wendet sich anschließend nach Nordwesten. Er erreicht schließlich 90 km östlich von Tezpur das Südufer des Brahmaputra.
Der Dhansiri hat eine Länge von 354 km. Sein Einzugsgebiet umfasst 12.250 km².